# Liste der Monuments historiques in Cires-lès-Mello
Die Liste der Monuments historiques in Cires-lès-Mello führt die Monuments historiques in der französischen Gemeinde Cires-lès-Mello auf.

## Liste der Bauwerke
| Bezeichnung            | Beschreibung                  | Standort | Kennzeichnung | Schutzstatus | Datum | Bild           |
| ---------------------- | ----------------------------- | -------- | ------------- | ------------ | ----- | -------------- |
| Ruine der Zehntscheune | Erbaut im 13. Jahrhundert     | (Lage)   | PA00114596    | Inscrit      | 1926  | weitere Bilder |
| Kirche St-Martin       | Erbaut ab dem 12. Jahrhundert | (Lage)   | PA00114595    | Classé       | 1906  | weitere Bilder |
| Pavillon du Tillet     | Erbaut 1900                   | (Lage)   | PA60000077    | Inscrit      | 2008  | weitere Bilder |

## Liste der Objekte

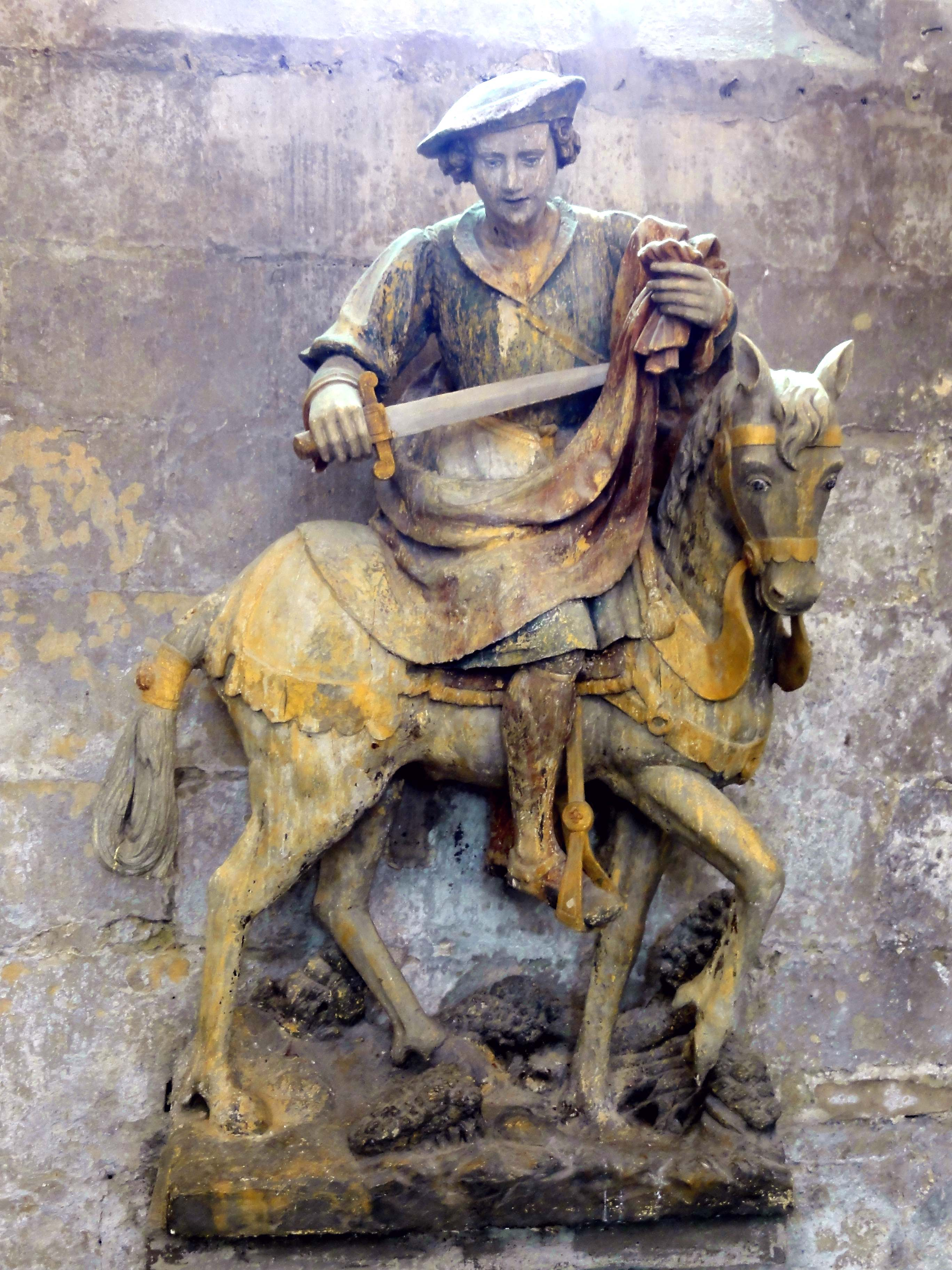
Skulptur Der heilige Martin teilt seinen Mantel in der Kirche St-Martin (16. Jahrhundert)

- Monuments historiques (Objekte) in Cires-lès-Mello in der Base Palissy des französischen Kultusministeriums